# Leptíctides
Els leptíctides (Leptictida) són un ordre de petits mamífers extints. La seva dentadura mostra que la seva dieta era principalment insectívora o omnívora. A banda del crani i les dents, que són més primitius, és caracteritzen per tenir una anatomia molt especialitzada, incloent-hi potes posteriors molt llargues en comparació amb les anteriors. L'estructura de les seves potes anteriors indica que excavaven sovint a la recerca d'aliment o refugi.
El seu origen com a grup se situa a Nord-amèrica durant el Cretaci superior.

## Taxonomia
Ordre Leptictida
- Incertae sedis
  - Gènere Labes (Sigé, 1992)
  - Gènere Lainodon (Gheerbrant i Astibia, 1994)
  - Gènere Praolestes (Matthew et al., 1929)
  - Gènere Wania (Wang, 1995)
- Família Gypsonictopidae (Van Valen, 1967)
  - Gènere Gypsonictops (Simpson, 1924)
  - Gènere Sikuomys (Eberle et al., 2023)
- Família Leptictidae (Gill, 1872)
  - Gènere Leptictis (Leidy, 1868)
  - Gènere Leptonysson (Van Valen, 1967)
  - Gènere Myrmecoboides (Gidley, 1915)
  - Gènere Ongghonia (Kellner i McKenna, 1996)
  - Gènere Palaeictops (Matthew, 1899)
  - Gènere Prodiacodon (Matthew, 1929)
  - Gènere Xenacodon (Matthew i Granger, 1921)
- Família Pseudorhyncocyonidae (Sigé, 1974)
  - Gènere Diaphyodectes (Russell, 1964)
  - Gènere Leptictidium (Tobien, 1962)
  - Gènere Phakodon (Hooker, 2013)
  - Gènere Pseudorhyncocyon (Filhol, 1892)